# Лаутерсгайм
Лаутерсгайм (нім. Lautersheim) — громада в Німеччині, розташована в землі Рейнланд-Пфальц. Входить до складу району Доннерсберг. Складова частина об'єднання громад Гельгайм.
Площа — 3,72 км2. Населення становить 632 ос. (станом на 31 грудня 2020).